# The Secret Life of Walter Mitty (film)
The Secret Life of Walter Mitty er en amerikansk film fra 2013 og er instrueret af Ben Stiller.

## Medvirkende
- Ben Stiller som Walter Mitty
- Kristen Wiig som Cheryl
- Adam Scott
- Kathryn Hahn
- Shirley MacLaine
- Patton Oswalt
- Joey Slotnick